# Heiko Michael Möller
Heiko Michael Möller (* 8. Juli 1972 in Wedel) ist ein deutscher Chemiker und Hochschullehrer.

## Leben
Möller absolvierte teils bereits während seiner Schulzeit am Gymnasium in Hamburg-Rissen eine Lehre zum chemisch-technischen Assistenten. Nach dem 1992 bestandenen Abitur und dem Zivildienst nahm er im Frühjahr 1994 an der Universität Hamburg ein Studium im Fach Chemie auf, welches er 1999 als Diplomchemiker abschloss. Während seines Studiums legte Möller an der britischen Newcastle University einen Auslandsaufenthalt ein.
Nach dem Studium war er an der Universität Hamburg als wissenschaftlicher Mitarbeiter tätig und fertigte am Institut für Organische Chemie seine Doktorarbeit an, welche er 2003 abschloss. Der Titel seiner Arbeit lautete „NMR-gestütztes Design neuer Anti-HIV-Wirkstoffe: Synthese, Struktur und Bindung von Peptidmimetika als Inhibitoren der GP120-CD4-Interaktion“. Zwischen April 2003 und September 2004 war er am Scripps Research Institute in La Jolla (US-Bundesstaat Kalifornien) tätig, anschließend trat er am Fachbereich Chemie der Universität Konstanz eine Stelle als wissenschaftlicher Assistent an, gefolgt ebendort von einer Juniorprofessur und dem Posten als Akademischer Rat.
Im April 2014 trat er am Institut für Chemie der Universität Potsdam eine Professur im Arbeitskreis Analytische Chemie an. Zu seinen Forschungsschwerpunkten gehören Wechselwirkungen zwischen Proteinen, die Regeneration von Nervenzellen und die Fortbewegung von Zellen.